# Xystrocera granulipennis
Xystrocera granulipennis là một loài bọ cánh cứng trong họ Cerambycidae.